# Ashland (Virginie)
Pour les articles homonymes, voir Ashland.
La ville américaine d’Ashland est située dans le comté de Hanover, dans l’État de Virginie. Lors du recensement de 2010, sa population s’élevait à 7 225 habitants.

## Source
- (en) Cet article est partiellement ou en totalité issu de l’article de Wikipédia en anglais intitulé « Ashland, Virginia » (voir la liste des auteurs).